# Miroč (montagne)
Pour les articles homonymes, voir Miroč.
Les monts Miroč (en serbe cyrillique : Мироч) sont un massif de montagnes du nord-est de la Serbie. Ils culminent au pic du Štrbac, qui s'élève à une altitude de 768 m. Ils font partie des Carpates serbes.

## Géographie
Les monts Miroč s'étendent du sud-ouest au nord-est dans une boucle formée par le Danube ; ils sont situés entre Donji Milanovac et Golubinje au sud-ouest et Tekija au nord-est.